# Токтосунов, Дастанбек Абдылбекович
Дастанбек Абдылбекович Токтосунов (род. 2 сентября 2002, Кочкор-Ата, Нарынская область) — киргизский футболист, нападающий клуба «Нефтчи» (Кочкор-Ата).

## Клубная карьера
Воспитанник Академии футбола имени Асылбека Момунова. В 2020 году стал игроком ошского «Каганата». В чемпионате Кыргызстана дебютировал 22 августа 2020 года в матче против «Илбирса» (5:1). За «Каганат» выступал на протяжении трёх сезонов и провёл в её составе более 50 матчей в Премьер-лиге. Накануне старта сезона 2023 года перешёл в «Нефтчи» из Кочкор-Аты. По состоянию на 10 тур чемпионата Токтосунов является лучим бомбардиром чемпионата, имея в своём активе 6 забитых мячей.

## Карьера в сборной
В составе сборной Кыргызстана до 23 лет дебютировал 22 марта 2023 года в матче против Кувейта (1:0).